# كونور هيوز (لاعب كرة قدم أمريكية)
كونور هيوز (بالإنجليزية: Connor Hughes)‏ هو لاعب كرة قدم أمريكية أمريكي، ولد في 4 أكتوبر 1983 في نيوبورت نيوز في الولايات المتحدة.